# کورودا تادایوکی

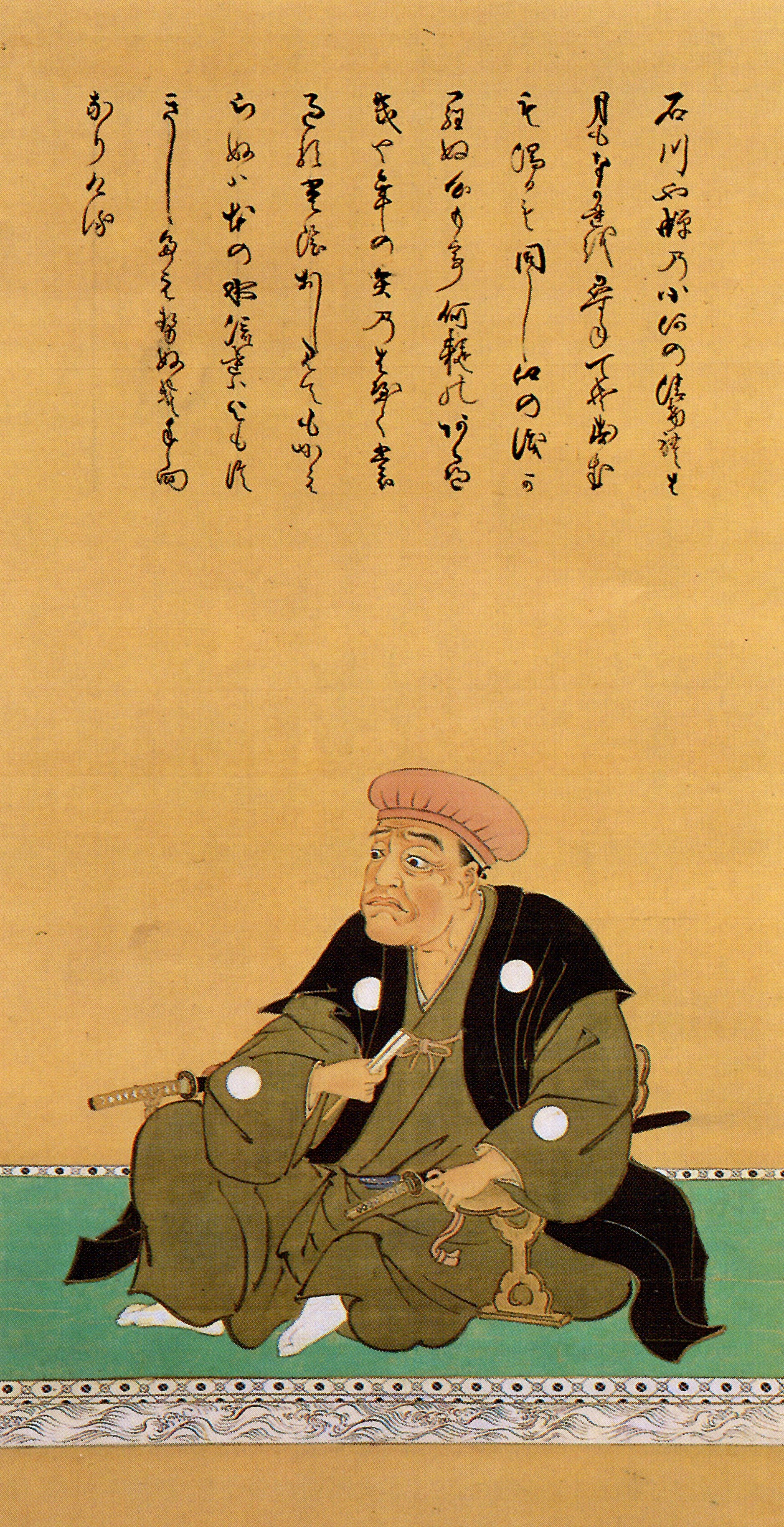

کورودا تادایوکی (به ژاپنی: 黒田忠之) (۱۶۵۴– ۱۶۰۲) دایمیوی ولایت چیکوزن، قلمرو فوکوئوکا در دوره ادو در ژاپن بود. وی در سال ۱۶۳۷ در فرونشاندن شورش شیمابارا شرکت داشت.
در ۹ نوامبر ۱۶۰۲، او به عنوان پسر ارشد کورودا ناگاماسا، اولین ارباب قلمرو فوکوئوکا، و همسر اصلی اش ای هیمه (دختر خوانده توکوگاوا ایه‌یاسو از داریو این)، در محل سکونت ملازم اصلی کوری‌یاما توشی‌یاسو، در قلعه قلمرو فوکوئوکا در قلعه چیکوزن متولد شد. بعدها، او به همراه پدرش کورودا ناگاماسا با شوگون توکوگاوا ایه‌یاسو در قلعه سونپو دیدار داشتند.
در سال ۱۶۱۴، در طی محاصره زمستانی اوساکا، پدرش ناگاماسا از طرف شوگون‌سالاری دستور داشت تا در قلعه ادو بماند، بنابراین او جای پدرش را گرفت. در آن زمان، ناگاماسا کلاه ایمنی دندانه‌دار طلایی نانبان هاچی را که ایه‌یاسو در زمان نبرد سکیگاهارا به او داده بود، به تادایوکی داد و او را مجبور کرد ارتشی متشکل از ۱۰۰۰۰ نفر را رهبری کند.

## دومین ارباب دامنه فوکوئوکا
در سال ۱۶۲۳، او پدرش ناگاماسا را تا کیوتو همراهی کرد، زمانی که به او دستور دادند که رهبری اعلامیه توکوگاوا ایه‌میتسو را به عنوان شوگون بر عهده بگیرد، اما ناگاماسا بر اثر بیماری در معبد هونجی درگذشت و او سرپرستی خانواده را بر عهده گرفت. او در ابتدا لقبی را از توکوگاوا هیده‌تادا، دومین شوگون از شوگون‌سالاری ادو دریافت کرد و خود را تاداناگا یا تاداماسا نامید، اما در این زمان نام خود را به تادایوکی تغییر داد. از آن زمان به بعد، خانواده شوگون توکوگاوا نام خانوادگی ماتسودایرا و لقب شوگون را به اربابان و پسران قانونی قلمرو فوکوئوکا اعطا کردند.

## کورودا سودو
در سال ۱۶۳۲، کوری‌یاما توشی‌آکیرا (دایزن)، پسر کوری‌یاما توشی‌یاسو، ارباب قلعه آساسوکو، یکی از شش قلعه، به شوگون سالاری شکایت کرد که خاندان کورودا مظنون به توطئه علیه شوگون سالاری هستند و خانواده کورودا متهم به توطئه علیه شوگون شدند. این به اصطلاح کورودا سودو است. سومین شوگون، توکوگاوا ایه‌میتسو، تصمیم خود را گرفت و شکایت کوری‌یاما توشی‌آکیرا (دایزن) را «از نظر ذهنی غیرعادی و انتقام‌جویانه از ارباب فئودال» تلقی کرد.
طبق وصیت پدرش، او ۵۰۰۰۰ ککو (قلمرو آکیزوکی) را به برادر کوچکترش کورودا ناگائوکی و ۴۰۰۰۰ ککو را با کورودا تاکاماسا (۱۶۱۲–۱۶۳۹) از (دامنه تورنجی) داد و ثروت پدر را تقسیم کرد.

## شورش شیمابارا
در سال ۱۶۳۷ در شورش شیمابارا شرکت کرد و به دستاوردهای نظامی بزرگی دست یافت.
در سال ۱۶۴۱، زمانی که شوگون‌سالاری ادو ناگاساکی را به عنوان منطقه ای تحت کنترل مستقیم شوگون سالاری (ناگاساکی بوگیو) به عنوان دریچه ای برای تجارت خارج از کشور (به اصطلاح انزوای ملی) تأسیس کرد، شوگون به او دستور برای محافظت از ناگاساکی را داد. تادایوکی یک خانه نگهبانی و یک بندر در ناگاساکی ساخت و بسیاری از بازرگانان هاکاتا از جمله خانواده سوئتسوگو، خاندان ایتو و خاندان اوگا که به این حوزه خدمت می‌کردند، و سفر بین ناگاساکی و هاکاتا را با قایق آغاز کردند.
علاوه بر این، در نتیجه این، خاندان فوکوئوکا از رفتارهای ترجیحی شوگون سالاری، مانند تعداد بازدید از ادو، و مدت اقامت در ادو برای رهبر خاندان برخوردار شد.
او در ۱۲ فوریه ۱۶۵۴ در قلعه فوکوئوکا درگذشت. وی در سن ۵۳ سالگی (یا ۵۱ سالگی) درگذشت. پسر بزرگش، کورودا میتسویوکی، جانشین او شد.